# Lista siturilor arheologice din județul Călărași - J
Lista siturilor arheologice din județul Călărași - J conține toate siturile arheologice din județul Călărași înscrise în Repertoriul Arheologic Național (RAN) și aflate în localități al căror nume începe cu litera J. RAN este administrat de Ministerul Culturii și Patrimoniului Național și cuprinde date științifice, cartografice, topografice, imagini și planuri, precum și orice alte informații privitoare la zonele cu potențial arheologic, studiate sau nu, încă existente sau dispărute.
Puteți căuta un sit din localitățile care încep cu litera J folosind formularul de mai jos sau puteți naviga prin toate siturile din județ la Lista siturilor arheologice din județul Călărași.
| Cod RAN     | Denumire                                                                                          | Localitate                  | Adresă   | Datare                      | Descoperit | Coordonate                                    | Imagine           | Erori            |
| ----------- | ------------------------------------------------------------------------------------------------- | --------------------------- | -------- | --------------------------- | ---------- | --------------------------------------------- | ----------------- | ---------------- |
| 93824.01.01 | Așezarea Coslogeni de la Jegălia - Pe Iezer / ansamblu anonim (Categorie: locuire) (Tip: așezare) | sat Jegălia, comuna Jegălia | Pe Iezer | Coslogeni sf. Mil. II î.Hr. |            | 44°18′41″N 27°38′13″E / 44.31133°N 27.63701°E | Încărcați imagine | Raportați eroare |